# El perdón
El perdón è un singolo del cantante statunitense Nicky Jam e del cantante spagnolo Enrique Iglesias, pubblicato il 6 febbraio 2015.

## Classifiche

### Classifiche settimanali
| Classifica (2015-16) | Posizione massima |
| -------------------- | ----------------- |
| Austria              | 8                 |
| Belgio (Fiandre)     | 2                 |
| Belgio (Vallonia)    | 1                 |
| Canada               | 82                |
| Francia              | 1                 |
| Germania             | 8                 |
| Irlanda              | 83                |
| Italia               | 1                 |
| Libano               | 4                 |
| Lussemburgo          | 1                 |
| Paesi Bassi          | 1                 |
| Polonia              | 1                 |
| Portogallo           | 15                |
| Repubblica Ceca      | 5                 |
| Slovenia             | 1                 |
| Spagna               | 1                 |
| Stati Uniti          | 56                |
| Svezia               | 4                 |
| Svizzera             | 1                 |

### Classifiche di fine anno
| Classifica (2015) | Posizione |
| ----------------- | --------- |
| Austria           | 36        |
| Belgio (Fiandre)  | 16        |
| Belgio (Vallonia) | 25        |
| Francia           | 11        |
| Germania          | 41        |
| Paesi Bassi       | 11        |
| Stati Uniti       | 96        |
| Svizzera          | 4         |